# 豆ごはん。
『豆ごはん。』（まめごはん）はRKB毎日放送で2010年5月20日から2017年3月15日まで毎週水曜日の夜に放送されていた情報番組。

## 概要
2010年4月の改編で木曜日19・20時台の全編がローカルセールス枠となり、地方局の編成が比較的に自由となった。多くの局がTBS『スパモク!!』やプロ野球中継のネット・不定期放送などを行う中、経費はかかるが、ローカル局の志を見せる良い機会と、RKBは自社制作番組を放送することを発表。同局では当時放送されていた『探検!九州』以来、約20年ぶりのゴールデンタイムでの新番組となった。20時台（20時00分 - 20時54分）はTBSの番組を遅れネットで放送していた。
2012年10月の改編において水曜20時台に移動する。同時に大分放送と南日本放送が同時ネットを行うことになった。プロ野球シーズン中は福岡ソフトバンクホークス戦のプロ野球中継（ホーム・ビジター問わず）を放送するため休止することがあった。
番組タイトルである「豆」はパワーの源、「ごはん」は家族団欒をイメージしており、ヒューマンバラエティーをコンセプトに毎回、その仕事で活躍しているプロフェッショナルの紹介や、福岡で暮らしている人々の日常をありのままに放送している。
2014年5月から2015年12月までは、おおよそ隔週水曜日の19:56 - 21:54の時間帯に変更となった。また、ネット局での放送は無くなり再びRKBのみの放送となっている。2016年1月からは、1時間放送に短縮となるものの再び毎週放送に変更になり、水曜日19:00 - 19:56に枠移動した。
2017年3月15日をもって終了した。

## 出演者

### レギュラー
- 中島信也（アンカー）
- 田畑竜介（司会）
- 木村大作（コメンテーター）
- スザンヌ（リポーター）
- 相沢まき（リポーター）
- 藤本一精（リポーター）
- 吉川貴司（リポーター）
- ゴリけん

### ゲスト
- 上島竜兵（ダチョウ倶楽部）

## ネット局
| 放送対象地域 | 放送局      | 系列    | 放送日時             | 備考   |
| ------------ | ----------- | ------- | -------------------- | ------ |
| 福岡県       | RKB毎日放送 | TBS系列 | 水曜日 19:00 - 19:56 | 制作局 |

### 過去のネット局
- 大分県・大分放送
- 鹿児島県・南日本放送